# Carolina-Hammerhai
Der Carolina-Hammerhai (Sphyrna gilberti) ist eine kryptische Art aus der Familie der Hammerhaie (Sphyrnidae), die sich äußerlich kaum vom Bogenstirn-Hammerhai (Sphyrna lewini) unterscheiden lässt. Nachdem eine DNA-Analyse und genaue Vergleiche der Morphologie den Beweis erbrachte, dass es sich um eine neue Art handelt, wurde sie im August 2013 beschrieben. Der Holotyp und die Paratypen sind junge Haie, die in der Bulls Bay an der Küste South Carolinas gefangen wurden, was der Art ihren Namen einbrachte. Die Art wurde nach dem Ichthyologen Carter R. Gilbert benannt, dem schon 1967 ein ungewöhnliches Hammerhaiexemplar auffiel, das bei Charleston gefangen wurde. Dabei handelte es sich wahrscheinlich um den ersten Fang von Sphyrna gilberti.

## Merkmale
Der Carolina-Hammerhai hat einen langgestreckten Körper mit einem runden bis ovalen, zum Schwanz zunehmend dreieckigen Querschnitt. Der hammerförmige Kopf ist abgeflacht, erreicht eine Breite von 25 bis 32 % der Standardlänge und eine Länge von mehr als 20 % der Standardlänge, was in etwa dem Abstand der beiden Rückenflossen entspricht. Das Cephalofoil (der stark verbreiterte Kopf) hat eine mediane Einbuchtung. Der innere Rand der Bauchflossen ist glatt. Die Anzahl der Präcaudal-Wirbel (Wirbel vor der Schwanzwirbelsäule) liegt bei 83 bis 91, wobei nur ein Exemplar mehr als 87 Präcaudal-Wirbel hatte. Sphyrna gilberti ist oberseits grau bis braun gefärbt, zum weißlichen Bauch hin wird die Färbung zunehmend blasser. Die Spitze der Brustflossen ist weiß oder dunkel (bei 60 % der Exemplare). Der untere Schwanzflossenlobus hat eine dunkelgraue bis schwarze Spitze.
Die Maximalgröße der Art, die anhand von Jungfischen beschrieben wurde, ist unbekannt. Da neugeborene Exemplare mit unverschlossenem Nabel eine Länge von 39,7 bis 45,1 cm aufwiesen, kleiner als Neugeborene des Bogenstirn-Hammerhais, geht man davon aus, dass Sphyrna gilberti nicht die maximale Größe des zwischen 3,7 und 4,3 Meter langen Bogenstirn-Hammerhais erreicht.

## Verbreitung
Das genaue Verbreitungsgebiet von Sphyrna gilberti ist unbekannt. Alle bisher bekannten Exemplare stammen aus dem nordwestlichen Atlantik von der Küste South Carolinas. Es gibt jedoch Hinweise, wonach die Art auch im westlichen Südatlantik vorkommt.